# Kari Nessa Nordtun

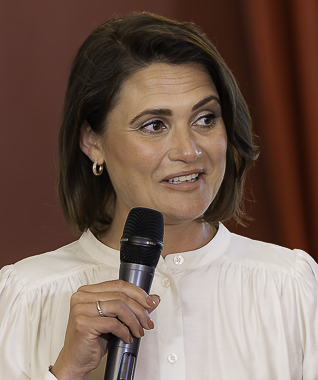
Kari Nessa Nordtun, 2024

Kari Nessa Nordtun (* 7. Juni 1986 in Stavanger) ist eine norwegische Politikerin der sozialdemokratischen Partei Arbeiderpartiet (Ap). Seit Oktober 2023 ist sie die Bildungsministerin ihres Landes. Von 2019 bis 2023 war sie Bürgermeisterin von Stavanger.

## Leben
Nordtun kam in Stavanger als Tochter des Politikers Tore Nordtun, der in seiner politischen Karriere unter anderem Bürgermeister der Stadt Stavanger sowie Mitglied im Storting war, zur Welt. Sie studierte Rechtswissenschaften an der Universität Bergen und arbeitete im Anschluss als Anwältin.
Im Jahr 2011 zog Nordtun erstmals in den Stadtrat von Stavanger ein. In den Jahren von 2017 bis 2019 fungierte sie als Vorsitzender der Arbeiderpartiet-Fraktion im Stadtrat von Stavanger. Bei der Kommunalwahl 2019 wurde die Arbeiderpartiet in Stavanger mit 25,4 % der Stimmen stärkste Kraft. Im Gegensatz zu den meisten anderen norwegischen Kommunen verzeichnete die Arbeiderpartiet damit in Stavanger verglichen zur Wahl 2015 nur einen schwachen Rückgang. Nordtun wurde mit Unterstützung der Parteien Folkeaksjonen nei til mer bompenger, Miljøpartiet De Grønne, Rødt, Senterpartiet und Sosialistisk Venstreparti zur Bürgermeisterin gewählt. Zuvor lag der Bürgermeisterposten 24 Jahre lang bei Politikern der konservativen Partei Høyre.
Bei der Kommunalwahl im Herbst 2023 verlor die Koalition, die Nordtun als Bürgermeisterin stützte, die Mehrheit. Wie bereits bei der Kommunalwahl 2019 erzielte die Arbeiderpartiet mit 32,1 % ein im Landesvergleich überdurchschnittlich gutes Ergebnis. Im Zusammenhang mit diesen Ergebnissen schrieben mehrere Medien von einem „Kari-Effekt“.
Am 16. Oktober 2023 wurde sie im Rahmen einer größeren Regierungsumbildung zur neuen Bildungsministerin in der Regierung Støre ernannt. Sie wurde Nachfolgerin ihrer Parteikollegin Tonje Brenna. Im August 2024 gab sie bekannt, dass sie bei der Parlamentswahl 2025 nicht für einen Sitz im Storting kandidieren wolle.